# Matúš Begala
Matúš Begala (sinh 7 Tháng 4 năm 2001) là một cầu thủ bóng đá Slovakia thi đấu cho MFK Zemplín Michalovce ở vị trí tiền vệ.

## Sự nghiệp câu lạc bộ

### MFK Zemplín Michalovce
Begala ra mắt chuyên nghiệp cho MFK Zemplín Michalovce trước FK Senica ngày 9 tháng 12 năm 2017.